# 載㷇
奉恩鎮國公載㷇（1862年4月1日—1894年12月12日），貝子銜奉恩鎮國公奕樑第三子，母側室劉氏，其父為劉治堂，淳親王系第六代。
他在同治元年三月（1771年）出生，光緒十三年十二月（1887年）接替父親成為淳親王第六代，但因為淳親王並非世襲罔替的爵位，因此他的封爵只是奉恩鎮國公。
光緒二十年十一月（1894年）他去世，虛齡三十三岁，由長子溥堃襲封淳親王系第七代。